# Angels (canção de The XX)
"Angels" é uma canção da banda britânica The XX lançado em 17 de julho de 2012 no álbum Coexist.

## Parada musical
| Parada (2012)                                 | Pico de posição |
| --------------------------------------------- | --------------- |
| Austrália (ARIA)                              | 46              |
| Bélgica (Ultratop 50 de Flandres)             | 29              |
| Bélgica (Ultratip Bubbling Under da Valônia)  | 43              |
| França (SNEP)                                 | 102             |
| Irlanda (IRMA)                                | 70              |
| Reino Unido (OCC UK Indie)                    | 2               |
| US Bubbling Under Hot 100 Singles (Billboard) | 3               |